# خطوط سفید (مجموعه تلویزیونی)
خطوط سفید (به انگلیسی: White Lines) یک سریال در ژانر هیجان انگیز رمز و راز انگلیسی-اسپانیایی است که توسط الکس پینا ساخته شده‌است. فصل اول ۱۰ قسمتی در ۱۵ مه ۲۰۲۰ در شبکه نتفلیکس منتشر شد.

## داستان
جسد یک دی جی افسانه ای منچستر بیست سال پس از ناپدید شدن مرموز او از ایبیزا کشف می‌شود. هنگامی که خواهرش به جزیره زیبای اسپانیا بازمی‌گردد تا دریابد چه اتفاقی افتاده‌است، بررسی‌هایش او را به دنیای هیجان کلوپ‌های رقص، دروغ و پنهان‌کاری، سوق می‌دهد و او را با طرف‌های تاریک تر شخصیت خودش روبرو می‌کند.

## بازیگران و شخصیت‌ها

### بازیگران اصلی
- لورا هادوک به عنوان زو کالینز[۲]
- نانو لوپز به عنوان دو بوکس «بوکسور» سیلوا
- مارتا میلانز به عنوان کیکا کالافات
- دانیل میس به عنوان مارکوس وارد
- لورنس فاکس به عنوان دیوید
- آنجلا گریفین به عنوان آنا کانر
- خوان دیگو بوتو به عنوان اوریل کالافات
- پدرو کازابلانک به عنوان آندرو کالات
- بلین لوپز به عنوان کانچیتا کالافات
- Francis Magee به عنوان کلینت کالینز[۳]
- تام رایز هریس به عنوان آکس کالینز
- مارتا میلانس
- فرناندو آلبیسو

## تولید
در اکتبر ۲۰۱۶ اعلام شد نتفلیکس دستور ساخت یک مجموعهٔ تلویزیونی به کارگردانی کارگردان دزدی پول، آلکس پینا را داده‌است. در ژوئن ۲۰۱۹، لارا هادوک، Marta Milans، خوان دیه‌گو بوتو، Nuno Lopes، دنیل میز، لاورنس فاکس و آنجلا گریفین به بازیگران این مجموعه پیوستند.

## انتشار
خطوط سفید در ۱۵ مه ۲۰۲۰ در نتفلیکس منتشر شد.